# VI secolo a.C.
Il VI secolo a.C. (sesto secolo avanti Cristo) è il secolo che inizia nell'anno 600 a.C. e termina nell'anno 501 a.C. incluso.

## Avvenimenti

### Europa
- Nascita in Grecia della filosofia propriamente detta (ovvero, non in senso lato)
- I re Ciro I di Persia, Cambise e Dario intrapresero una campagna di conquiste militari
- 570 a.C., a Samo nasce Pitagora
- Fondazione di Neapolis
- 509 a.C., Secondo la tradizione Roma, destituito il re Tarquinio il Superbo, passa dalla monarchia alla Repubblica

### Asia
- Secolo Lao-Tse: centro della sua dottrina mistica è il Tao, origine e fonte di tutto ciò che esiste e di tutto ciò che è vero. La società umana viene retta da saggi. A differenza di Confucio, Laozi è alieno da problemi sociali. È un mistico che preferisce fuggire nella solitudine delle montagne. Gli è attribuito il Tao-te-king, che avrebbe dettato a un discepolo, contenente i principi della sua dottrina; è uno dei testi fondamentali del taoismo.

## Personaggi significativi
- Anassandrida II, re spartano di stirpe Agìade (560 a.C. - 520 a.C.)
- Aristone, re spartano di stirpe Euripontide (550 a.C. - 515 a.C.)
- Lars Porsenna, capo militare di una lega di città etrusche in guerra contro Roma
- Pisistrato, tiranno di Atene (600 a.C. ca. - 528 a.C./527 a.C.)
- Ciro II di Persia, noto come il fondatore dell'impero persiano (590 a.C. - 530 a.C.)
- Talete di Mileto, il primo filosofo secondo la tradizione antica
- Anassimandro, filosofo greco vissuto nella città di Mileto
- Eraclito, filosofo greco presocratico, di Efeso

## Invenzioni, scoperte, innovazioni
- La fusione a cera persa si diffonde nel mondo greco
- Sunshu Ao (孫叔敖) realizza un'imponente diga nella regione dell'Anhui (Cina)
- Il sovrano babilonese Nabonide esegue i primi scavi archeologici storicamente documentati